# モーニング スコール
「モーニング スコール」（MORNING SQUALL）は、杏里の18枚目のシングル。1986年6月5日発売。発売元はフォーライフ・レコード。

## 概要
表題曲『モーニング スコール』は、9枚目のオリジナル・アルバム『MYSTIQUE』からシングルカットされて同日発売された。この曲は大阪ガスシャワーCMソングとして使用された。
B面曲『EVENING RAIN』は長年CD化されていなかったが、2011年にリマスターされ再リリースされた9枚目のアルバム『MYSTIQUE』にボーナス・トラックとして初めて収録された。

## 収録曲
1. モーニング スコール
作詞：吉元由美 / 作曲：羽田一郎 / 編曲：入江純
  - 大阪ガスシャワーCMソング
2. EVENING RAIN
作詞：園部和範 / 作曲：小田裕一郎 / 入江純

## 関連作品
- MYSTIQUE
- ザ・杏里
- MY FAVORITE SONGS